# 시몬스 뱅크 리버티 스타디움
시몬스 뱅크 리버티 스타디움(Simmons Bank Liberty Stadium)는 미국 테네시주 멤피스에 위치한 다목적 경기장이다. 과거 CFL 멤피스 매드독스와 XFL 멤피스 매니악스 그리고 NFL 테네시 오일러스와 USFL 멤피스 쇼보츠와 USFL 휴스턴 갬블러즈의 홈경기장으로 사용했으면 현재 UFL 멤피스 쇼보츠의 홈 경기장으로 사용하고 있다.